# Philiodoron cinereum
Philiodoron cinereum is een vlinder uit de familie van de Houtboorders (Cossidae). De wetenschappelijke naam van de soort is voor het eerst in 1958 gepubliceerd door Harry Kendon Clench.
De soort komt voor in Chili.